# Монтескью-Фезенсак, Пьер де
Граф (с 1809)  Пьер де Монтескью-Фезенсак (фр. Pierre de Montesquiou-Fezensac; 30 сентября 1764[…], Париж — 4 августа 1834, Château de Courtanvaux) — французский придворный, парламентарий и дипломат. Великий камергер императора Наполеона. Президент Законодательного корпуса (1810—1813), сенатор (1813—14), пэр Франции (член верхней палаты парламента;  1814—15; 1819—34), посол Франции в Саксонии (начало 1830-х годов).  

## Биография
Родился в 1764 году в Париже в старинной дворянской семье. Сын военачальника Анн-Пьера де Монтескью-Фезенсака (1741—1798), поддержавшего французскую революцию. Семья была не только старинной, но и состоятельной: мать де Монтескью-Фезенсака-младшего была дочерью генерального откупщика.
В 15 лет поступил на службу вторым лейтенантом в драгунский полк Дофина. В 1781 году был повышен до первого лейтенанта и назначен первым пажом графа Прованского (будущий Людовик XVIII).
В годы революции Монтескью, в отличие от своего отца, держался вдали от эпицентра событий. Только с воцарением Наполеона он вернулся в Париж. 
Наполеон приблизил его к себе. В 1809 году Монтескью получил графский титул и высокое придворное звание великого камергера, сменив на этой должности Талейрана (одновременно должность мог занимать только один человек). В 1810 году Монтескью также стал президентом Законодательного корпуса, который теоретически являлся палатой парламента, однако фактически был лишён во времена Наполеона всякой самостоятельности (современники иронично называли его «корпусом немых»). На этой должности Монтескьё оставался до 1813 года.
В том же 1810 году Монтескью произнёс торжественную речь по случаю бракосочетания Наполеона с Марией-Луизой. В связи с  участием в торжествах, он был награждён большим крестом австрийского ордена Леопольда и большим крестом ордена Святого Иосифа (Великое герцогство Вюрцбург).
После рождения у Наполеона наследника, носившего титул Римского короля, его главной воспитательницей была назначена жена Монтескьё-Фезенсака, графиня Луиза Шарлотта Франсуаза (1765—1835). Сын Монтескьё, Анатоль де Монтескью-Фезенсак (1788—1878), служил адъютантом императора Наполеона, сопровождая его в походах 1809, 1812, 1813—14 годов. 
В 1813 году Монтескьё покинул пост президента Законодательного корпуса, вместо этого став  сенатором. В декабре 1813 года он был отправлен в Руан, чтобы подготовить город к обороне в условиях отступления французских войск во Францию. Весной 1814 года занимал высокий пост в Национальной гвардии во время обороны Парижа.
После Первой реставрации, Людовик XVIII, главным пажом которого Монтескью когда-то был, сделал его пэром Франции (членом верхней палаты парламента) и кавалером ордена Святого Людовика.
Однако, в отличие от некоторых других, во время Ста дней Монтескью-Фезенсак решительно поддержал Наполеона, а после Второй реставрации удалился в свой замок Куртанво и не появлялся в Тюильри до 1819 года, когда был повторно введён в палату пэров (по личной инициативе короля). Его сын, ранее бывший адъютантом Наполеона, ещё в 1816 году был назначен адъютантом герцога Орлеанского (будущего короля Луи-Филиппа) и оставался с ним до самого конца (король скончался в 1850 году в изгнании в Англии, куда Анатоль де Монтескьё его сопровождал). 
В 1826 году был награждён большим крестом ордена Почётного легиона (высшая степень ордена).
После революции 1830 года Пьер де Монтескьё продолжал заседать в палате пэров; некоторое время являлся французским послом в Саксонии.
Скончался в 1834 году в замке Куртанво.